# إنديانابوليس 500 سنة 1964
سباق إنديانا بوليس -500 ميل 1964 أقيم في حلبة إنديانابوليس موتور سبيدواي في 30 مايو 1964 وفاز في السباق أنتوني جوزيف فويت جي آر من فريق أنستيد طومسون راسينغ بمتوسط سرعة 147.350 ميل/س (237.137 كم/س).
وكان أول المنطلقين جيم كلارك (سائق فورمولا 1) بسرعة 158.828 ميل/س (255.609 كم/س).